# ريتشارد ليف
ريتشارد ليف (بالإنجليزية: Richard Leaf)‏ هو ممثل بريطاني، ولد في 1967 في المملكة المتحدة.

## أعمال

### أفلام
- (1997) العنصر الخامس[2][3][4][5]
- (2001) إنيغما[6]
- (2007) تمرد هانيبال[7][8]
- (2007) هاري بوتر وجماعة العنقاء[9][10]

## وصلات خارجية
- ريتشارد ليف على موقع IMDb (الإنجليزية)
- ريتشارد ليف على موقع ألو سيني (الفرنسية)
- ريتشارد ليف على موقع أول موفي (الإنجليزية)
- ريتشارد ليف على موقع قاعدة بيانات الأفلام السويدية (السويدية)
- ريتشارد ليف على موقع قاعدة بيانات الفيلم (الإنجليزية)
- ريتشارد ليف على موقع كينوبويسك (الروسية)